# Wilde Jacht

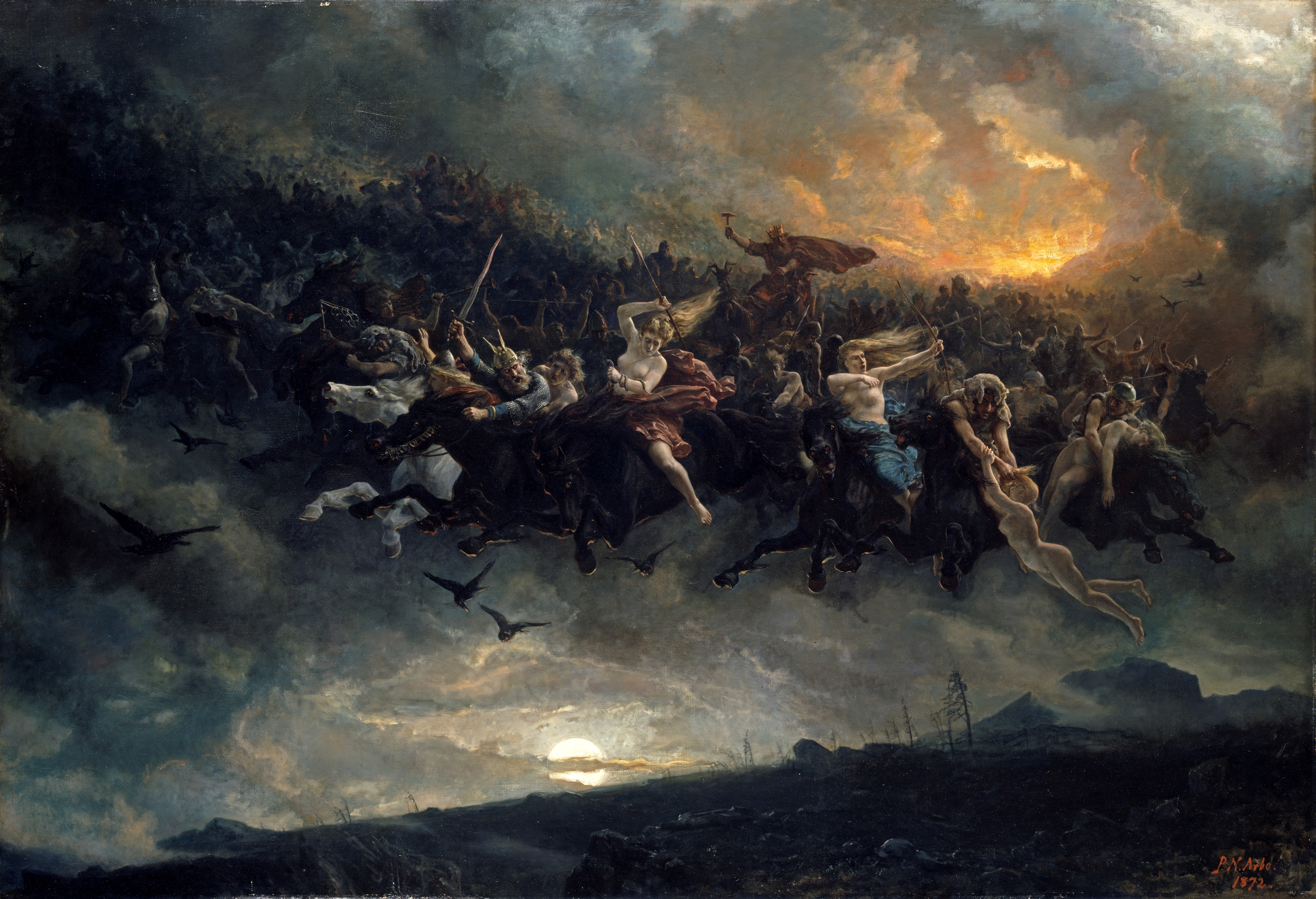
Åsgårdsreien van Peter Nicolai Arbo (1872)

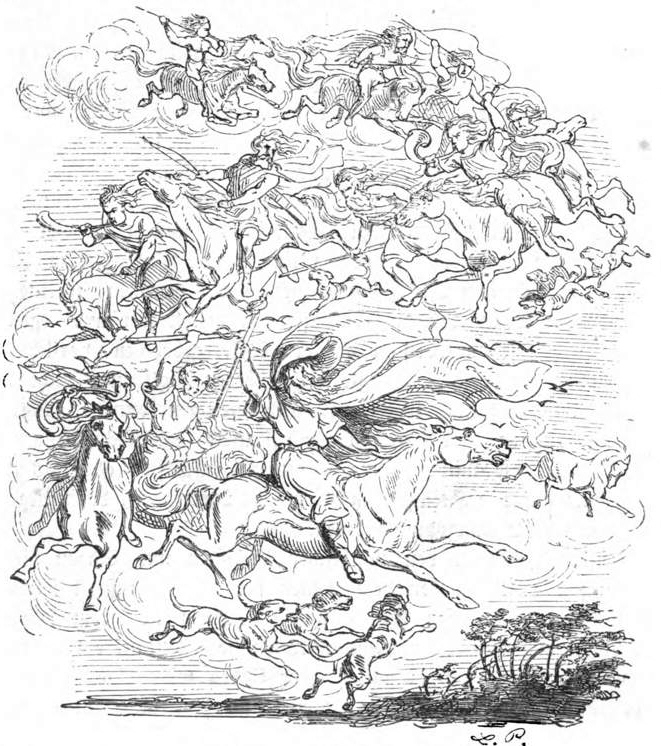
Der wilde Jäger, Das festliche Jahr in Sitten, Gebräuchen und Festen der germanischen Völker, 1863

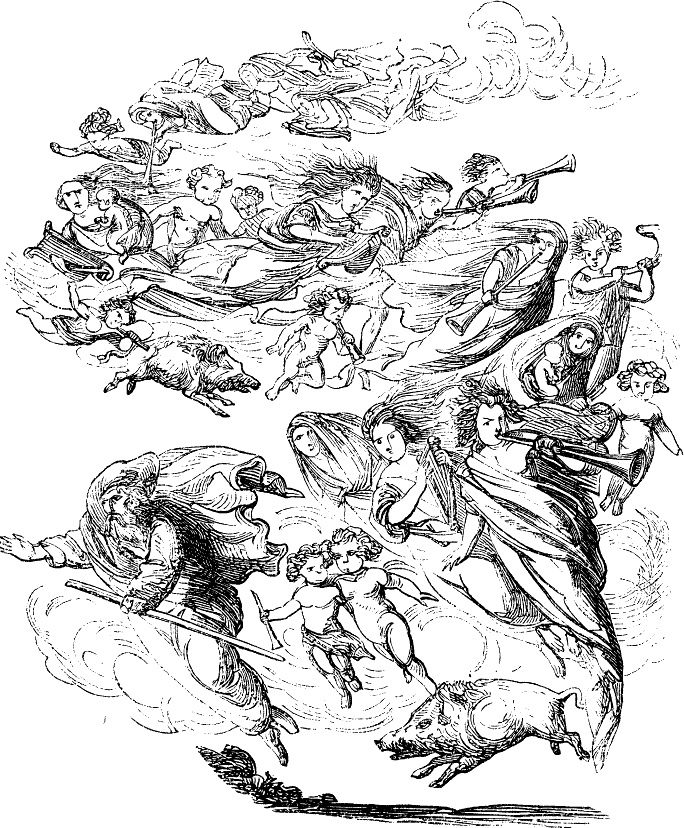
Frau Holle, or Berchta, and her Train
- ook Vrouw Holle is aanvoerster van de Wilde Jacht, 1873

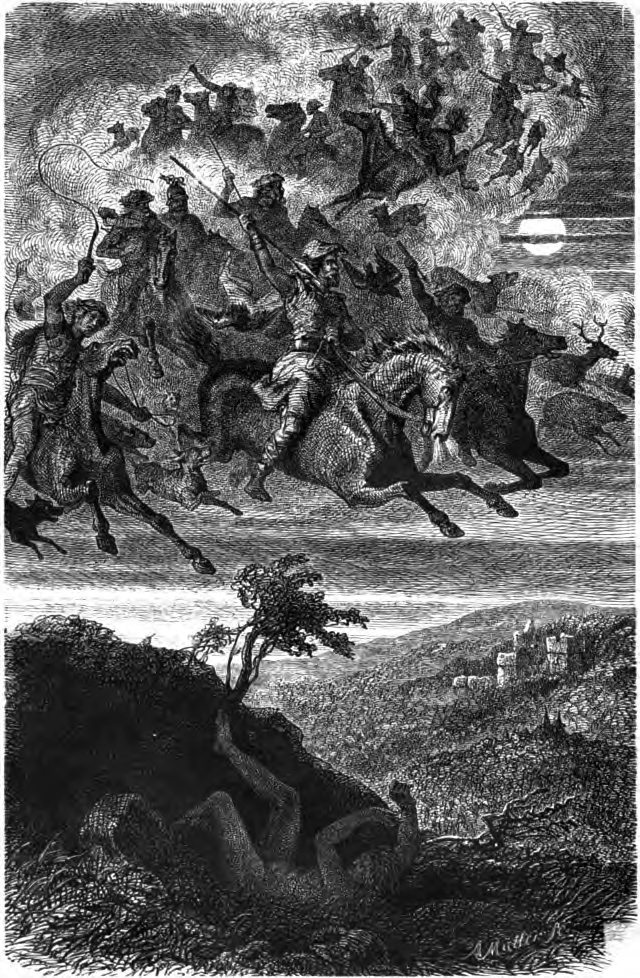
Wodan en de Wilde Jacht

De Wilde Jacht (ook wel Wilde Heir of Heer genoemd) was in oude tijden de benaming van een bovennatuurlijk verschijnsel, waarbij een spookachtige jachtgroep te paard door de nachtelijke lucht raasde. De verschijning werd gezien als voorbode van naderend onweer.
Het verschijnsel openbaarde zich voornamelijk tijdens de joelfeesten: de Germaanse zonnewendefeesten rond de kortste dag van het jaar. Mogelijk waren er ook nog verschijningen later in de winter, tot aan de Germaanse lentefeesten. Sinds christelijke tijden was dit dan ruwweg de periode tussen Kerstmis en Pasen.
In de Germaanse mythologie was de leider van de jachtgroep vaak Wodan, de woedende, maar andere mythologische of legendarische personen kwamen ook voor.
In Duitsland werd het fenomeen Wuotanes Her, Die Wilde Jagd of Das Wilde Heer genoemd, in het Engelse taalgebied Wild Hunt, in Scandinavië Odens jakt, Odens hundar, Oskorei, Jolareidi of Åsgårdsrei, in Frankrijk Menée Hellequin, Mesnie Hellequin of Chasse-galerie en in Limburg Tilkesjacht.

## Beschrijving

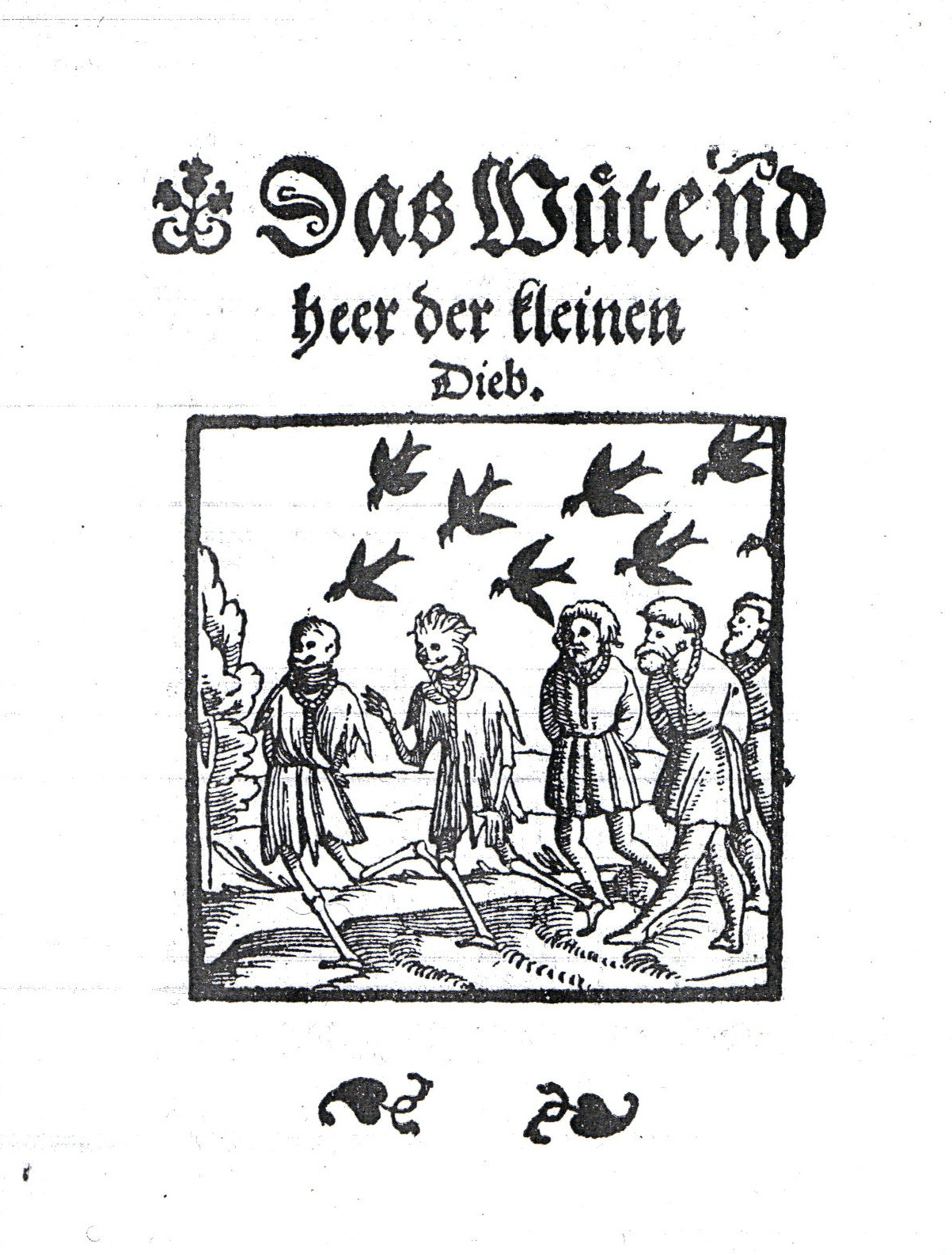
Wuetend heer, 1569

De Wilde Jacht was een luidruchtige en razende jachtstoet van overledenen, voorgegaan door de leider van de jacht. Dit was vaak Wodan "de woedende", de oppergod uit de Germaanse mythologie, of zijn Noordse tegenhanger Odin. Hij reed met zijn speer in de hand op zijn achtbenige paard Sleipnir en werd gevolgd door een huilend, jammerend, joelend en schreeuwend dodenleger, vergezeld door jachthonden of andere jachtdieren. Soms was ook muziek te horen.
De deelnemers aan de jacht waren zowel mannen, vrouwen als kinderen, die meestal gewelddadig aan hun eind waren gekomen. Soms werden toeschouwers meegezogen in de jacht en moesten dan vaak jaren meetrekken.
De Wilde Jacht joeg op de wolf Fenrir die de zon verslond waardoor de nacht kwam.
Soms imiteerden de mensen het kabaal van de stoet door onder andere het ossenhoornblazen, om zo hun steun aan de jagers te betuigen en de Wilde Jacht te versterken, maar meestal zocht men beschutting, omdat het zien van de Wilde Jacht ongeluk zou brengen voor de toeschouwer.
Het huilen van honden of wolven wordt in verband gebracht met de Wilde Jacht.
In Groningen komt de Wilde Heer langs rond Halloween.
- In Nuland reed een hellewagen met vurige paarden met enorme snelheid door de velden, heggen en sloten waren geen obstakel. In Veghel reed een vurige wagen over de toppen van bomen, het maakte een geluid alsof er met een ijzeren ketting werd gerammeld. Het wordt de helse jacht genoemd.[3]

## Oorsprong

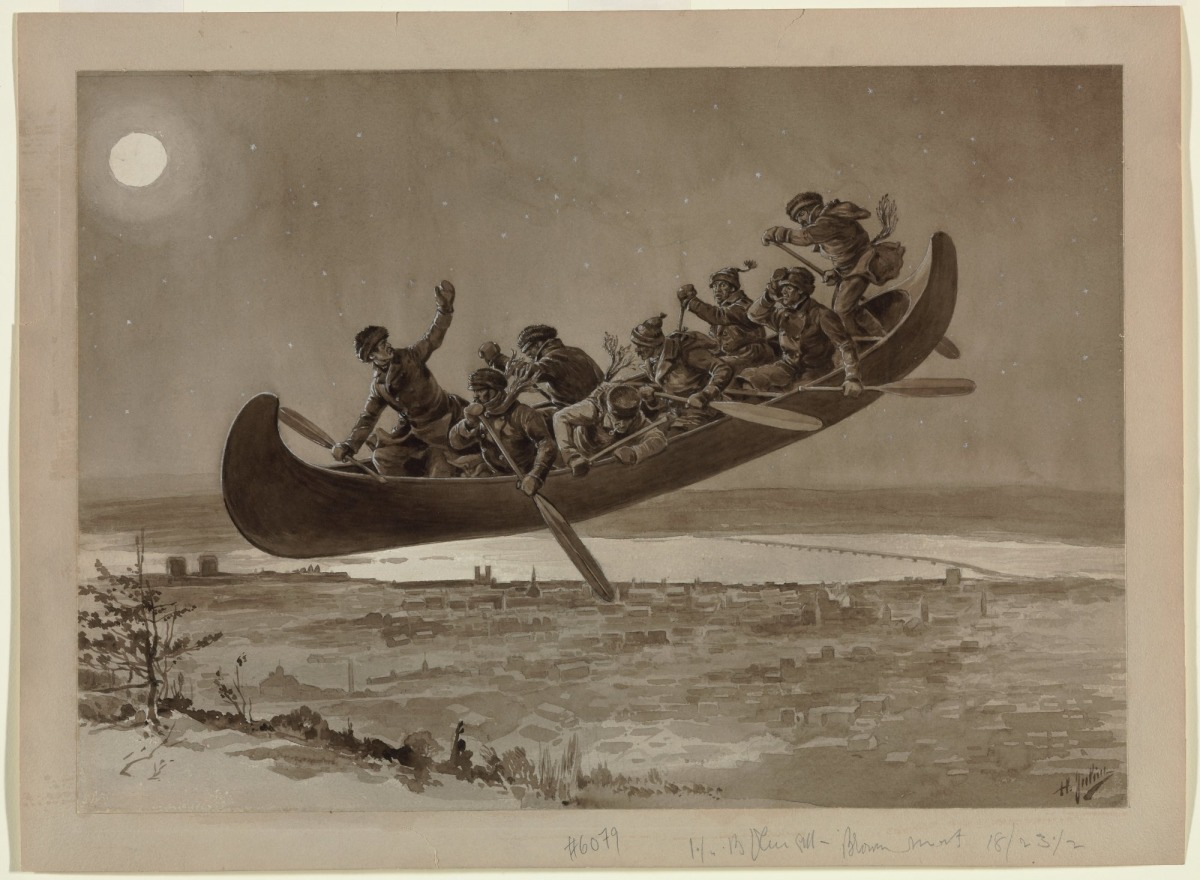
Chasse-galerie, Henri Julien (1852–1908), deze Frans-Canadese betoverde kano doet denken aan de vliegende arrenslee van de Kerstman

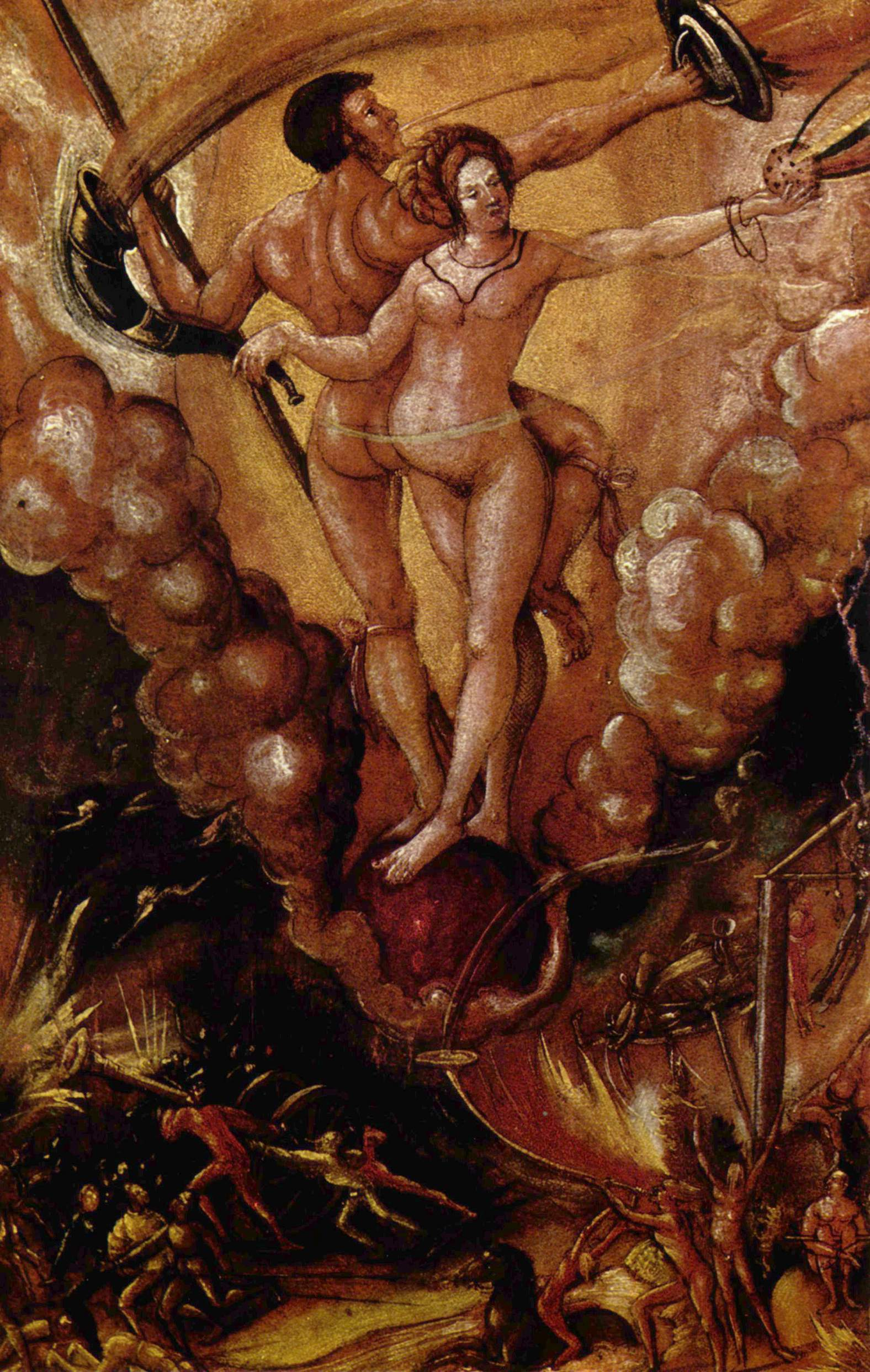
Das Wilde Heer, 1520 (met verwijzing naar vruchtbaarheid en vergankelijkheid)

De Oostenrijkse Germanist Otto Höfler heeft met grote zekerheid vastgesteld dat de Wilde Jacht voor een groot deel is terug te voeren op de verering van gestorven voorouders door krijgsmannen die zich in krijgersbonden aan Wodan verbonden hadden.
De Nederlandse germanist en volkskundige Jan de Vries meent dat de Wilde Jacht daarnaast ook elementen uit de Noordse mythologie bevat, zoals de Einherjar: gesneuvelde krijgers die door de Walkuren uitverkoren waren om in het Walhalla te verblijven. De Vries verwijst ook naar de Romeinse schrijver Tacitus, die in zijn De origine et situ Germanorum de Germaanse stam der Harii beschrijft: Tacitus noemt de zwartgeverfde Germaanse krijgers feralis exercitus: het dodenleger. Zie ook berserker.

In de IJslandse folklore heeft de oger Grýla en de Jólasveinar de rol om kinderen te belonen en straffen, ook hier worden slechte kinderen meegenomen in een zak en opgegeten door de Kerstmiskat

Het is aannemelijk dat elementen uit de Wilde Jacht later in de Sinterklaaslegende zijn verwerkt. De zak van Sinterklaas voor de stoute kindertjes heeft veel overeenkomsten met het zogenaamde berispingsrecht van de Germaanse krijgersbonden, die een opvoedende en corrigerende taak in de gemeenschap hadden. Het dodenleger van zwarte krijgers staat model voor de Zwarte Pieten. Deze Pieten worden ook in verband gebracht met Magere Hein of Pietje de Dood en ook met de Latijnse Pietas die tevens verwant zijn aan het woord piëteit. In Antieke tijden waren de De Dood en vruchtbaarheid (herleving) direct met elkaar verbonden. Pieten strooien dan ook met vruchtbaarheid (pepernoten). Het zou tevens verklaren waarom Sinterklaas over de daken rijdt en pakjes in de schoorsteen gooit, wat in de winter met een loeiend haardvuur toch niet de meest voor de hand liggende plaats is. Offers werden in een vuur gegooid, dit vuur werd later vervangen door een open haard en in de tegenwoordige tijd zetten kinderen hun "offer" zelfs voor de centrale verwarming.
De Kerstman rijdt in zijn vliegende arrenslee, getrokken door rendieren, op kerstavond door de lucht om cadeautjes te brengen. Dit heeft overeenkomsten met de Wilde Jacht.

## Aanvoerder van de Wilde Jacht

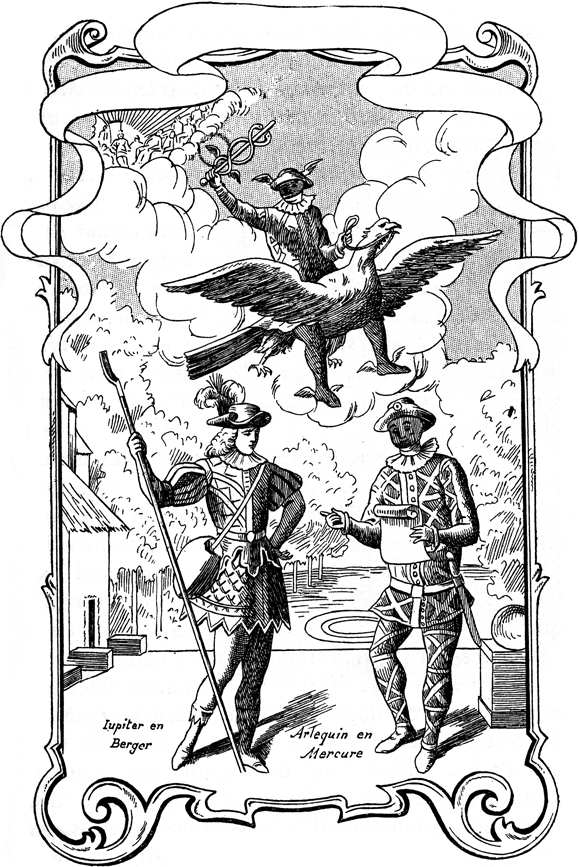
Arlequin of harlekijn is ook aanvoerder van de Wilde Jacht

Naast Odin en Wodan komen ook andere aanvoerders voor. In de middeleeuwen werd de horde soms aangevoerd door een heilige, waaronder Nicolaas van Myra en zijn knecht Ruprecht. Ook Sint Maarten wordt genoemd als aanvoerder, zie ook de schimmelrijder.
Andere personen die als aanvoerder van de jachtstoet werden genoemd zijn onder andere Bernhard von Galen, Cernunnos "de gehoornde", Fionn mac Cumhaill, Manawyddan, de Deense koning Waldemar, Hellequin, een harlekijn, Karel de Grote, Koning Arthur, Koning Radboud, Roland en Satan.
Ook vrouwelijke mythologische, legendarische of sagenfiguren als Perchta, Herodias en Vrouw Holle konden de Wilde Jacht aanvoeren.
In Aalten en Rekken heette de aanvoerder van de wilde jacht Beerneken van Galen en in Winterswijk Jagdbeeandekes Heer. In Het verhaal van Schele Guurte arriveren Berend met de honden en Derk met de beer op kerstavond met de Wilde Jacht.